# نگارش انجیل متی

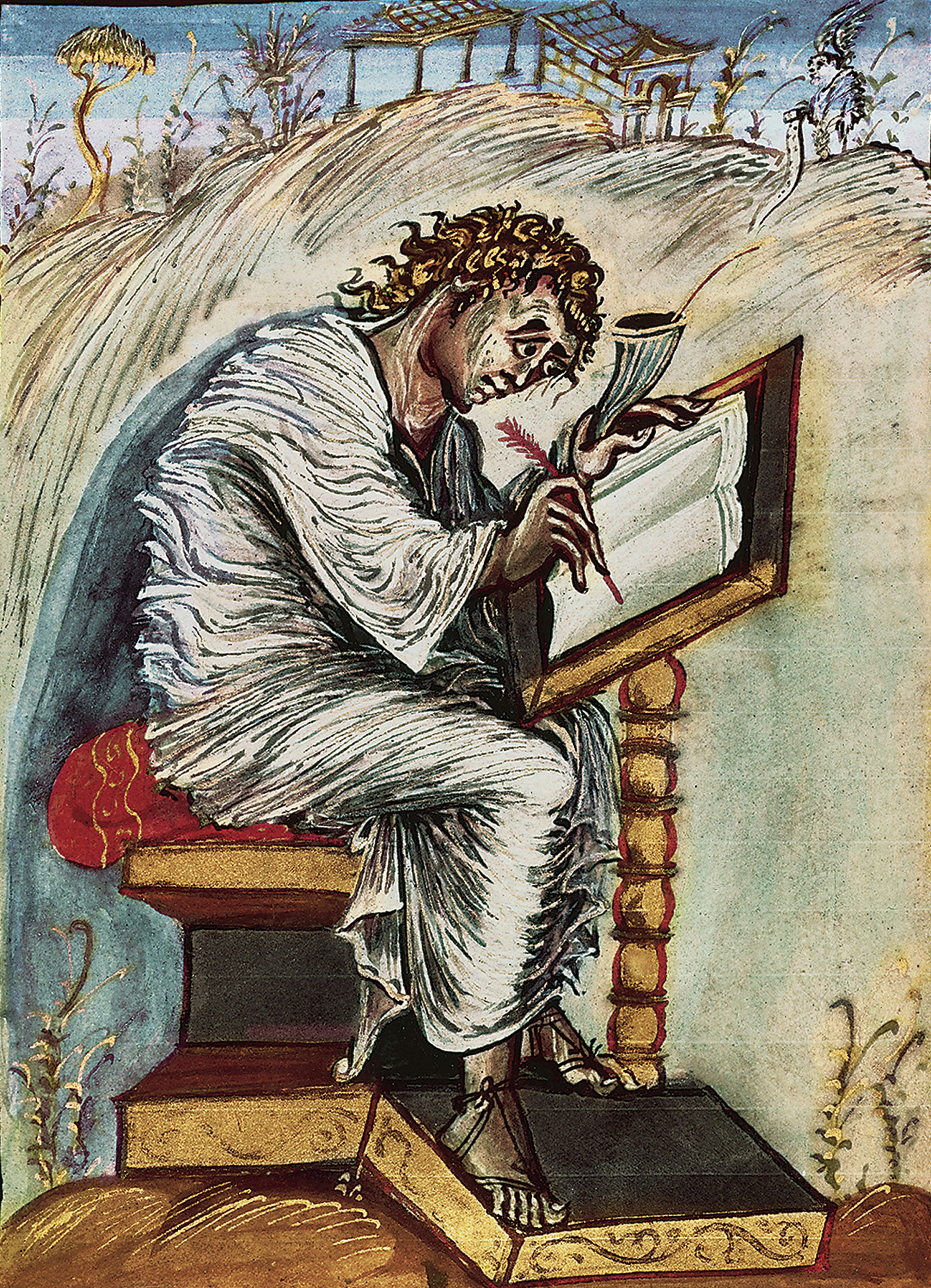
تصوير متی یکی از دوازده رسول (حواری) عیسی کشيده شده در قرن نهم ميلادی.

بر اساس روایت سنتی مسیحیت انجیل متی توسط «مَتّی» یکی از دوازده رسول (حواری) عیسی نگاشته شده‌است. برخی از محققین بر این باورند که این دیدگاه سنتی از اواسط قرن دوم میلادی به بعد رایج بوده‌است.
از قرن ۱۸ میلادی به بعد، پژوهشوران به صورت فزاینده‌ای صحت دیدگاه سنتی را زیر سؤال برده و امروزه اکثراً معتقدند که متی، انجیلی که نام وی بر آن نهاده شده را ننوشته‌است. اکثر محققین معاصر بر این نظرند که انجیل توسط یک نویسنده مستقل مسیحی در اواخر قرن اول میلادی نگاشته شده‌است.
اجماع نظر متخصصین عهد جدید این است که نویسنده ابتدایی انجیل آن را به زبان یونانی تألیف کرده‌است.
به‌جز قلیلی از محققین، بقیه بر این عقیده توافق دارند که متی و لوقا از روایت انجیل مرقس، به علاوه نوشته فرضی Q (که شامل سخنان عیسی می‌شود)، به عنوان منبع استفاده نموده‌اند. گروه اقلیت بر این نظرند که اول متی انجیل خود را نگاشته، سپس مرقس انجیل خود را نگاشته و نهایتاً لوقا آن دو را ترکیب نموده‌است.

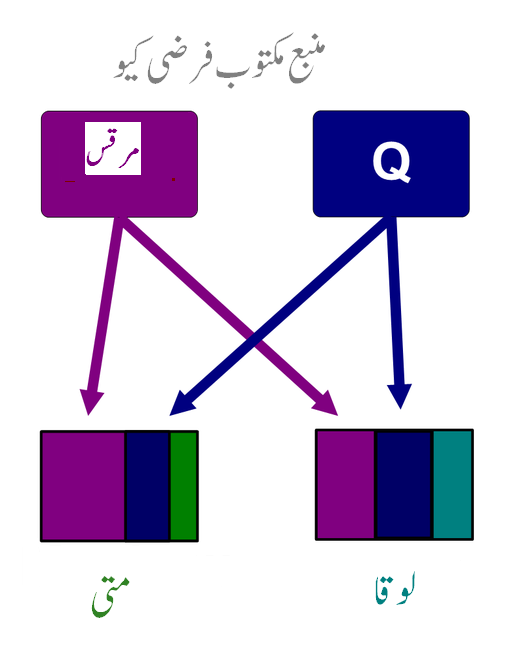
دیدگاه دو منبع: انجیل متّی و انجیل لوقا مستقل از هم نوشته شده‌اند، ولی هردو از انجیل مَرقُس و نوشتهٔ دیگری که «کیو» نامیده شده به‌عنوان منبع استفاده کرده‌اند. منبع کیو با مرقس موارد مشترکی ندارد

## نویسنده
بر اساس روایت سنتی مسیحیت این کتاب توسط متی یکی از دوازده رسول (حواری) عیسی نگاشته شده‌است. این انجیل مفصل‌ترین انجیل‌های چهارگانه بوده و در ابتدای عهد جدید قرار گرفته‌است. از قرن ۱۸ میلادی به بعد، محققین به صورت فزاینده‌ای صحت دیدگاه سنتی را زیر سؤال برده‌اند و امروز اکثراً معتقدند که  متی انجیلی که اسمش را بر روی آن گذشته‌اند را ننوشته‌است. اکثر محققین معاصر بر این باورند که انجیل توسط یک نویسنده مستقل مسیحی در اواخر قرن اول میلادی نوشته شده‌است. برخی از مورخین محافظه کار معاصر انجیل را به متی، حواری عیسی نسبت می‌دهند. محقق هاوارد کلارک کی بر این نظر است که تعلیمات عیسی و سخنان او به صورت شفاهی منتشر می‌شدند تا بالاخره مکتوب شدند. این نظریه توسط این حقیقت که نوشته‌های مسیحی دیگر سخنان نسبت داده شده به عیسی را نقل می‌کنند که به آنچه در انجیل‌ها آمده شبیه‌است ولی دقیقاً با آن‌ها یکسان نیست، تأیید می‌شود.

### حواری عیسی متی

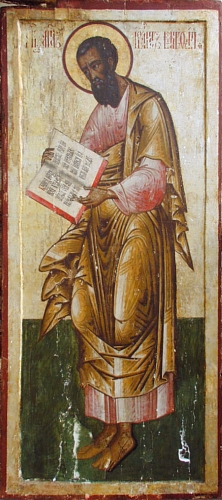
تصوير متی کشيده شده در روسيه در قرن ۱۸ ميلادی.

دلیل تغییر دیدگاه  سنتی توسط پژوهشوران بر پایه استدلال‌های زیر بوده‌است: زبانی که انجیل ابتداً به آن نوشته شده یونانی بوده و نه آرامی. آرامی زبانی بود که عیسی و حواریون به آن صحبت می‌کردند و بر اساس دیدگاه سنتی متی انجیلش را به زبان آرامی نوشت. دلایل دیگر استفاده انجیل متی از انجیل مرقس به عنوان منبع، و نبود ویژگی‌هایی که معمولاً در نوشته‌های شواهد  عینی دیده می‌شود. به علاوه، به نظر می‌آید که انجیل پس از محاصره و تخریب اورشلیم توسط رومی‌ها تألیف شده‌است (متی ۲۲:۷ را ببینید) محققین هوارد کلارک و آربری ویلیام ارگیل می‌گویند که غیر محتمل است که متی حواری عیسی، انجیل را نگاشته باشد زیرا نویسنده در هیچ جای انجیل توجه را به این جلب نمی‌کند که شاهد عینی اتفاقات بوده و  نه اینکه در جایی این ادعا را مطرح می‌کند. به علاوه فرض اینکه این انجیل را متی حواری عیسی نوشته توضیحی برای آنچه استفاده او از انجیل مرقس (که بر اساس روایت سنتی مسیحیت توسط شاهد عینی نوشته نشده) به نظر می‌آید به دست نمی‌دهد. بارت ارهمن می‌گوید که اسم نویسنده در نسخه‌های اولیه انجیل نوشته نمی‌شده‌است. دلیل این حرف این است که نسخه‌های بجا مانده یونانی که ما در دست داریم عناوین مختلفی روی انجیل‌ها می‌گذارند. به نظر ارهمن، اگر متی انجیل را نوشته بود اسمش را «انجیل عیسی مسیح» می‌گذاشت؛ عنوان «انجیل بر اساس متی» این را نشان می‌دهد که کسی دیگر از بیرون سعی دارد بگوید که این نوشته کدام روایت از ماجرا است. علاوه بر این انجیل همیشه شخص سوم حرف می‌زند و عبارتی مانند «من و عیسی» ندارد. این انجیل در آیه ۹:۹ به حواری عیسی متی اشاره می‌کند ولی هیچ نشانی از اینکه مَتّی همان کسی است که این متن را نوشته وجود ندارد (آیه ۹:۹ مَتّی می‌گوید: «عیسی از آنجا گذشت و در بین راه مردی را به نام متی دید که در محل وصول عوارض نشسته بود. عیسی به او گفت ««به دنبال من بیا»» متی برخاسته به دنبال او رفت.») با مقایسه این آیه با آیه ۱۴-۲:۱۳ از انجیل مرقس که در آن مسئول اخذ عوارض اسمش لیوای است، محقق میلز استدلال می‌کند که این ممکن است یک تغییر آگاهانه توسط نویسنده باشد که نشان دهنده این است که او به گروهی از مسیحی‌ها تعلق داشته که تشکیل هسته اولیه گروهشان را مدیون مَتّی حواری بوده‌اند.

#### تاریخ کلیسا پاپیاس

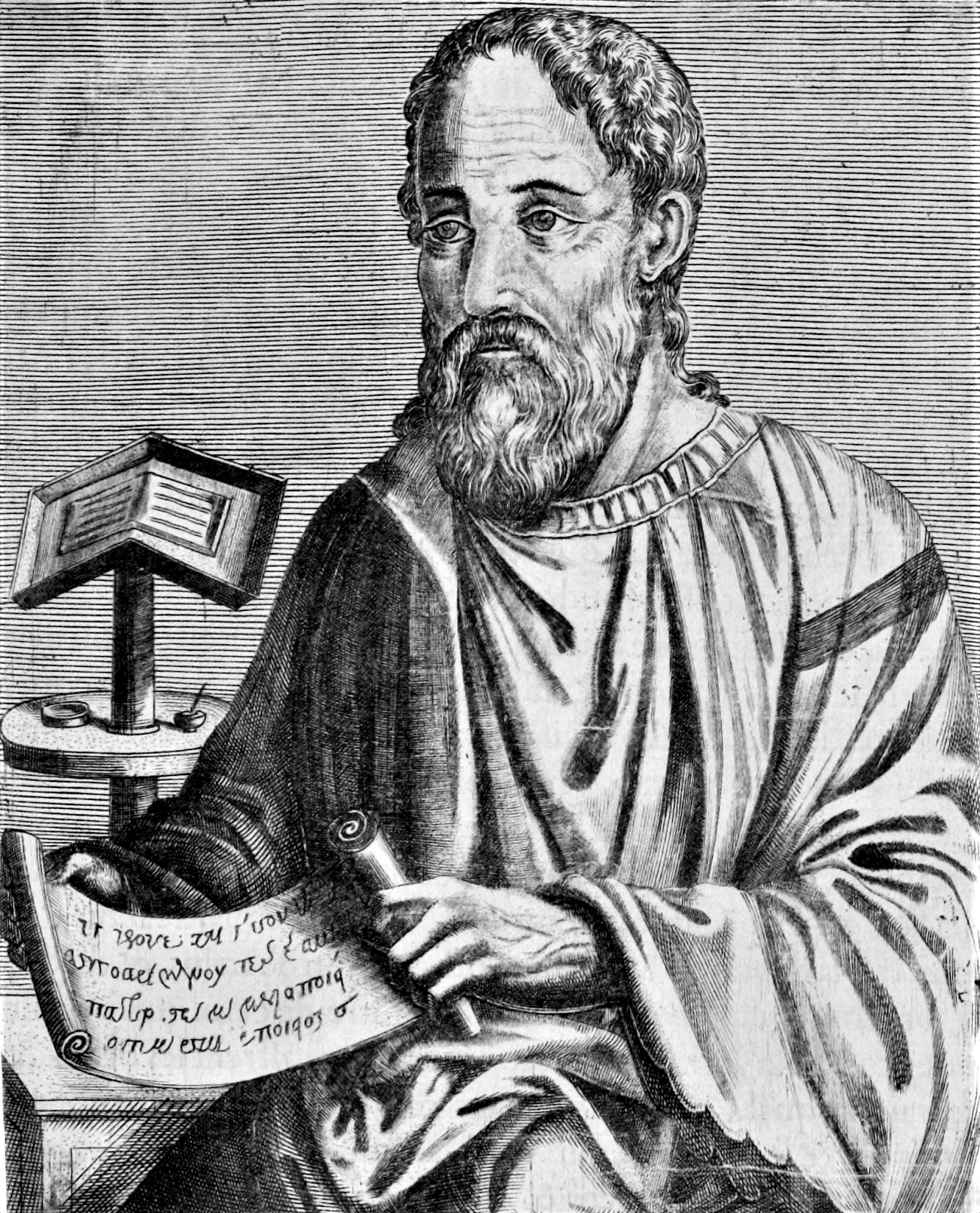
يوسبيوس مورخ قرن چهارم، که اغلب پدر تاريخ کليسا خوانده ميشود، سخنان پاپياس را در اشاره به انجيل متی مکتوب کرده‌است.

اولین اشاره به متنی که توسط متی، حواری عیسی، نوشته شده از پاپیاس (اسقف هیراپلیس در آسیا صغیر در نیمه اول قرن دوم میلادی) می‌آید. پاپیاس گفته اش را حدود ۱۲۰-۱۳۰ میلادی، تقریباً پنجاه سال پس از اینکه کتاب در گردش بود، بیان کرده‌است. به گفته پاپیاس:«متی ««لگیا(logia)»» را به زبان عبری تالیف کرد و هر کسی آن را آنگونه که می‌توانست تعبیر کرد». محقق ارهمن می‌گوید که این اشاره به انجیلی که ما داریم نیست زیرا متخصصین عهد جدید در اینکه انجیل مربوط به زبان یونانی نوشته شده و نه عبری هم صدا هستند. تفسیر گفته پاپیاس  بستگی به معنی کلمه «لگیا (logia)» دارد. این کلمه لغوی به معنی «پیشگویی» یا «الهام الهی» (oracle) می‌باشد، ولی یافتن معنی ای که پاپیاس  قصد کرده بحث‌برانگیز بوده‌است. به صورت سنتی گفته می‌شده که این به انجیل متی اشاره دارد. دیدگاه دیگر به استفاده از این حقیقت که پدران کلیسا از «پیشگویی» یا «الهام الهی» (oracle) برای اشاره به کلمات عهد عتیق استفاده می‌کردند استفاده کرده، و نتیجه می‌گیرند که متی یک لیست از پیشگویی‌ها یا «متن‌های اثباتی» از عهد عتیق را نوشته‌است. بقیه می‌گویند که این اشاره به یک سری از سخنان عیسی دارد. ارهمن که نظر آخر را می‌پذیرد، می‌گوید دلیل دیگری که پاپیاس اشاره به انجیل ما نمی‌کند این است که انجیل شامل خیلی بیشتر از سخنان عیسی است.

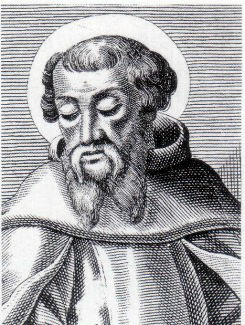
تصوير حکاکی شده ايرنيوس، اسقف لوگدونوم در گال (شهر ليون در فرانسه امروزی). ايرنيوس بيان ميکند که فقط ۴ انجيل وجود دارند که توسط خدا وحی شده‌اند و آن‌ها متی، مرقس، لوقا و يوحنا هستند.

 آربری ویلیام ارگیل می‌گوید امکان اینکه حتی به صحت گفته پاپیاس اطمینان کامل داشت وجود ندارد زیرا مورخ قرن چهارم، یوسبیوس، که سخنان پاپیاس را مکتوب کرده می‌گوید که بهره هوشی پاپیاس بسیار پایین بوده‌است.

#### ایرنیوس و چهار انجیل
جدا از اشاره پاپیاس، ما راجع به نویسنده انجیل تا زمان ایرنیوس در حدود سال ۱۸۵ میلادی نمی‌شنویم. ایرنیوس بیان می‌کند که فقط ۴ انجیل وجود دارند که توسط خدا وحی شده‌اند و آن‌ها متی، مرقس، لوقا  و یوحنا هستند. محقق ارهمن بر این عقیده‌است که ایرنیوس دلایلی داشت که خواننده‌هایش را قانع کند که این چهار انجیل منتسب به حواریون عیسی هستند. ایرنیوس، مثل خیلی از رهبران کلیسا، درگیر بحث‌های داغ در زمینه اعتقاد درست بود. او به عنوان مثال تعداد کثیری از مردم را می‌شناخت که اعتقاد داشتند که دو خدا وجود دارد: خدای عهد عتیق و خدای عهد جدید. هر گروهی، مستقل از اینکه چه سلسله عقایدی داشت، برای اثبات عقایدشان کتاب‌هایی داشتند. بسیاری از کتاب‌هایی که قبلاً به صورت بدون نام پخش می‌شدند حالا در جهت حمایت از صحت شان به آن‌ها اسم نویسنده نسبت داده می‌شد. از نظر ارهمن، دلیل تأکید و پافشاری روی اینکه متی نویسنده انجیل است را باید بخشی از کارزار علیه گروه‌های مرتد دید.

### نظر محققین هم عصر
محققین مدرن پیشنهادهای متفاوتی راجع به هویت نویسنده انجیل داده‌اند:
- یک خاخام یا کاتب یهودی که به مسیحیت گرویده
- یک یهودی یونانی
- یک غیر یهودی که عمیقاً از مذهب یهود آگاهی دارد
- عضوی از یک «مکتب» کاتبین خاص درون جامعه یهودی-مسیحی‌ها.

اکثر محققین بر این باورند که نویسنده یک مسیحی-یهودی بوده، و نه یک غیر یهودی.
بعضی از صاحب نظران گفته‌اند که در آیه ۱۳:۵۲ از انجیل، نویسنده ممکن است به صورت ناخودآگاه به خودش اشاره داشته وقتی می‌گوید: «هر کاتب که پیرو پادشاهی آسمان شده باشد، مثل رییس یک خانواده‌است که گنج‌های نو و قدیمی را از خزینه بیرون می‌آورد.» نظر محقق برونینگ این است که امکان اینکه نویسنده از شهری که کلیسا آن توسط متی حواری عیسی به وجود آمده بود باشد وجود دارد.

## منابع استفاده شده توسط نویسنده انجیل

تقريباً تمامی انجيل مرقس (Mark) به شکلی در متی (Matthew) وجود دارد؛ پنجاه و يک درصد عيناً کلمه به کلمه. به علاوه متی و لوقا (Luke) يک بخش مشترک بزرگ دارند که در مرقس يافت نميشود.

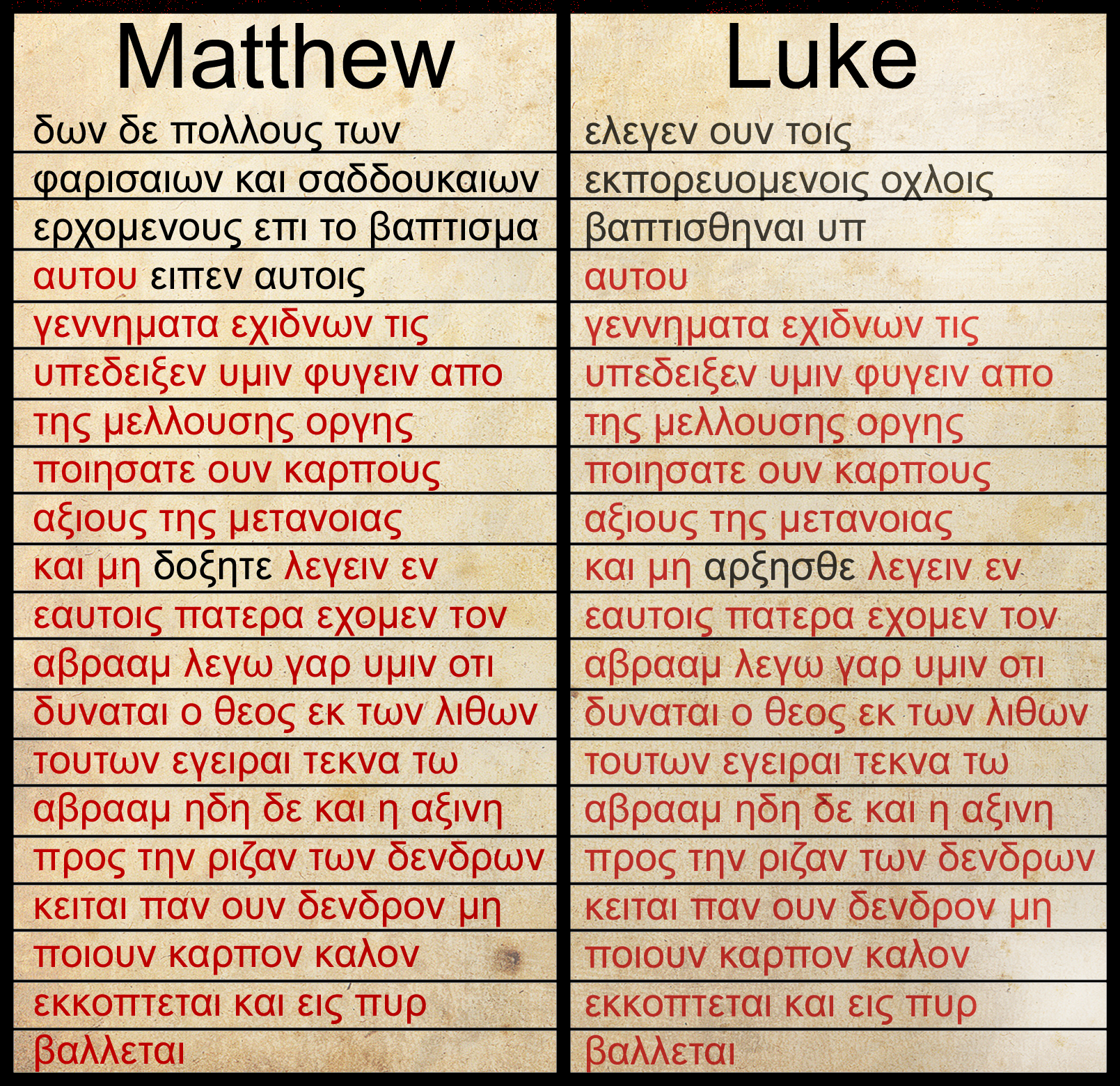
دو قطعه از متن لوقا و متی (متی فصل ۳ آيات ۷-۱۰ و لوقا فصل ۳ آيات ۷-۹). جاهايی که کلمات عيناً يکی هستند با رنگ قرمز نشان داده شده‌است.

## محل نگارش

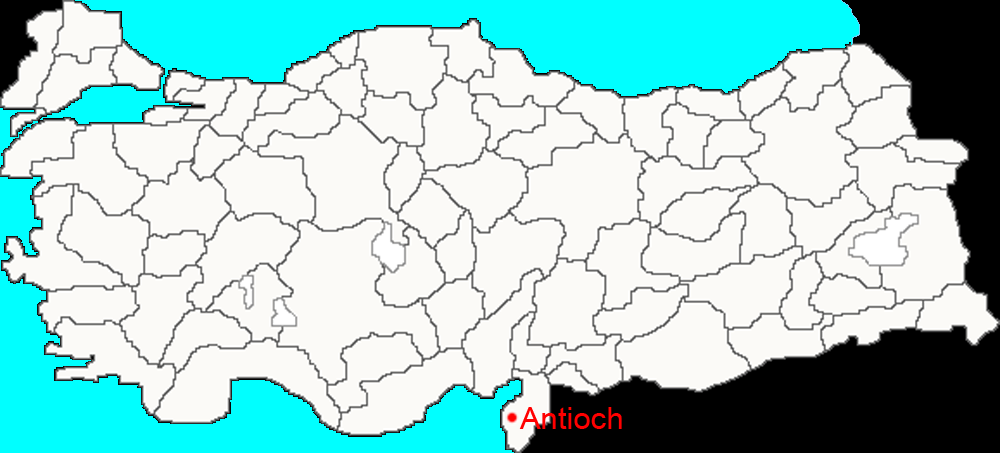
موقعيت انتاکيه